# Адміністративний устрій Лисянського району
Адміністративний устрій Лисянського району — адміністративно-територіальний поділ Лисянського району Черкаської області на 1 селищну, 1 сільську громади та 18 сільських рад, які об'єднують 39 населених пунктів та підпорядковані Лисянській районній раді. Адміністративний центр — смт Лисянка.

## Список громадЛисянського району
- Бужанська сільська громада
- Лисянська селищна громада

## Список радЛисянського району
| №  | Назва                              | Центр               | Населені пункти                 | Площа км² | Місце за площею | Населення (2001), осіб | Місце за населенням |
| -- | ---------------------------------- | ------------------- | ------------------------------- | --------- | --------------- | ---------------------- | ------------------- |
| 1  | Босівська сільська рада            | с. Босівка          | с. Босівка с. Товсті Роги       | 38,74     | 3               | 1016                   | 7                   |
| 2  | Боярська сільська рада             | с. Боярка           | с. Боярка                       | 30,96     | 9               | 750                    | 15                  |
| 3  | Будищенська сільська рада          | с. Будище           | с. Будище с. Орли               | 25,70     | 15              | 920                    | 8                   |
| 4  | Виноградська сільська рада         | с. Виноград         | с. Виноград                     | 36,28     | 5               | 1294                   | 4                   |
| 5  | Вотилівська сільська рада          | с. Вотилівка        | с. Вотилівка                    | 28,62     | 12              | 753                    | 14                  |
| 6  | Дібрівська сільська рада           | с. Дібрівка         | с. Дібрівка                     | 12,23     | 26              | 270                    | 27                  |
| 7  | Журжинецька сільська рада          | с. Журжинці         | с. Журжинці с. Петрівська Гута  | 52,92     | 2               | 1135                   | 5                   |
| 8  | Мар'янівська сільська рада         | с-ще Мар'янівка     | с-ще Мар'янівка с. Розкошівка   | 24,52     | 18              | 840                    | 10                  |
| 9  | Петрівсько-Попівська сільська рада | с. Петрівка-Попівка | с. Петрівка-Попівка             | 11.51     | 27              | 296                    | 26                  |
| 10 | Погибляцька сільська рада          | с. Погибляк         | с. Погибляк с-ще Дубина         | 17,25     | 21              | 490                    | 20                  |
| 11 | Ріпківська сільська рада           | с. Ріпки            | с. Ріпки                        | 24,67     | 17              | 591                    | 18                  |
| 12 | Рубаномостівська сільська рада     | с. Рубаний Міст     | с. Рубаний Міст                 | 21,47     | 19              | 484                    | 21                  |
| 13 | Семенівська сільська рада          | с. Семенівка        | с. Семенівка                    | 15,02     | 23              | 412                    | 24                  |
| 14 | Смільчинецька сільська рада        | с. Смільчинці       | с. Смільчинці с. Ганжалівка     | 26,25     | 13              | 827                    | 11                  |
| 15 | Федюківська сільська рада          | с. Федюківка        | с. Федюківка                    | 35,48     | 6               | 697                    | 16                  |
| 16 | Хижинська сільська рада            | с. Хижинці          | с. Хижинці с. Чеснівка          | 38,03     | 4               | 870                    | 9                   |
| 17 | Чаплинська сільська рада           | с. Чаплинка         | с. Чаплинка с. Шушківка         | 25.98     | 14              | 777                    | 13                  |
| 18 | Шубиноставська сільська рада       | с. Шубині Стави     | с. Шубині Стави с-ще Михайлівка | 29,39     | 11              | 800                    | 12                  |

* Примітки: м. — місто, с-ще — селище, смт — селище міського типу, с. — село

## Список колишніх радЛисянського району
| №  | Назва                         | Центр            | Населені пункти          | Площа км² | Місце за площею | Населення (2001), осіб | Місце за населенням |
| -- | ----------------------------- | ---------------- | ------------------------ | --------- | --------------- | ---------------------- | ------------------- |
| 1  | Лисянська селищна рада        | смт Лисянка      | смт Лисянка              | 60,70     | 1               | 8161                   | 1                   |
| 2  | Бужанська сільська рада       | с. Бужанка       | с. Бужанка               | 25,45     | 16              | 1963                   | 2                   |
| 3  | Дашуківська сільська рада     | с. Дашуківка     | с. Дашуківка             | 15,11     | 22              | 470                    | 22                  |
| 4  | Жаб'янська сільська рада      | с. Жаб'янка      | с. Жаб'янка              | 18,16     | 20              | 560                    | 19                  |
| 5  | Кам'янобрідська сільська рада | с. Кам'яний Брід | с. Кам'яний Брід         | 32,24     | 8               | 1021                   | 6                   |
| 6  | Писарівська сільська рада     | с. Писарівка     | с. Писарівка             | 12,67     | 25              | 256                    | 28                  |
| 7  | Почапинська сільська рада     | с. Почапинці     | с. Почапинці с. Верещаки | 33,13     | 7               | 1722                   | 3                   |
| 8  | Тихонівська сільська рада     | с. Тихонівка     | с. Тихонівка             | 8,64      | 28              | 313                    | 25                  |
| 9  | Шестеринська сільська рада    | с. Шестеринці    | с. Шестеринці            | 14,95     | 24              | 455                    | 23                  |
| 10 | Яблунівська сільська рада     | с. Яблунівка     | с. Яблунівка с. Кучківка | 30,54     | 10              | 619                    | 17                  |